# Arendals båtvarv
Arendals båtvarv var ett svenskt småbåtsvarv i Arendal på Hisingen i Göteborg.
Arendals båtvarv grundades 1920 av skeppstimmermannen Olof Johansson (1873–1941) och hans två söner Hjalmar och David Olsson (1900–1983). Varvet låg mittför Älvsborgs fästning, där Älvsborgshamnen ligger idag.
Hjalmar Olsson var den som ritade båtarna. Varvet fick 1926 i uppdrag av Långedrags segelsällskap att rita en julle med 18 kvadratmeters segelyta.  Hjalmar Olsson utgick från Bohusjullen i det som blev J18 och som han kallade "Segeljulle" och som idag kallas Långedragsjullen. Mellan 1927 och 1964 ritade han också J14 (1934), J22 (1931) och J26 (1940) på samma tema, samt 1941 entypsbåten J10. Långedrags segelsällskap och Hjalmar Olsson utarbetade tillsammans mått och byggnadsregler för julleklasserna. J10 var den mest populära och byggdes i 601 exemplar på Arendals varv och på andra varv åren 1942–1971. 
Hjalmar och David Olsson drev tillsammans Arendals båtvarv till 1969.

## Byggda båtar i urval
- 1951 Ketchen Gullveig, 17,78 meter, ritad av Erik Salander